# バーレーン親衛隊
バーレーン親衛隊（バーレーンしんえいたい、アラビア語: الحرسالملكي、英: Royal Guard of Bahrain）は、バーレーン国防軍の部隊。
2011年6月にバーレーン国王ハマド・ビン・イーサ・アール・ハリーファは、バーレーン親衛隊指揮官に息子のナーセル・ビン・ハマド・アル・ハリーファを任命した。
2009年に野党イスラム国民統合協会の政治指導者アリ・サルマーンは、「人口の半数以上を占めるシーア派が、親衛隊に採用されていない」と主張した。

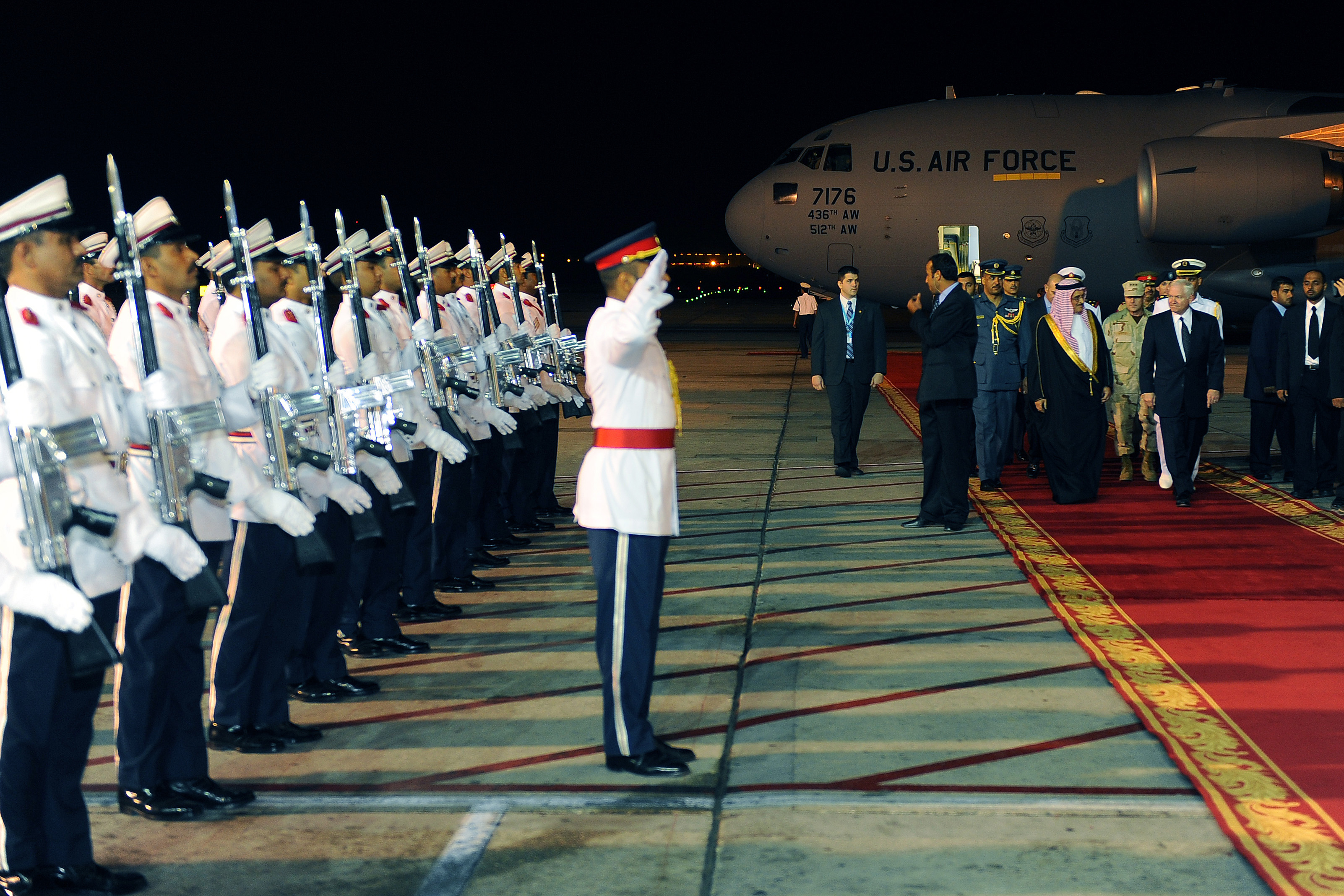
ロバート・ゲーツ米国防長官に栄誉礼を行うバーレーン親衛隊